# Richard Muckermann
Richard Siegbert Muckermann (* 28. November 1891 in Bückeburg; † 2. Februar 1981 in Essen) war ein deutscher Politiker (Zentrum, später CDU).

## Leben und Beruf
Nach dem Abitur 1912 auf dem Gymnasium in Bückeburg studierte Muckermann, unterbrochen von vier Jahren Kriegsdienst im Ersten Weltkrieg, in Münster, Köln sowie in den Niederlanden Philosophie und Volkswirtschaftslehre. 1921 beteiligte er sich an der Gründung der Stella-Maris-Filmgesellschaft in Düsseldorf. Er war nach dem Studium zunächst als Journalist und Schriftsteller in Kettwig tätig, musste während des Ruhrkampfes 1923/24 aber das Ruhrgebiet verlassen. 1924 gründete er die Zeitung Film-Rundschau und begann für die Ruhrgebietsstelle der Reichszentrale für Heimatdienst zu arbeiten, die er in den Jahren vor 1933 leitete. Nach der Machtübergabe an die Nationalsozialisten wurde er entlassen und es wurde ihm jegliche journalistische und schriftstellerische Tätigkeit untersagt. 1941 wurde er für kurze Zeit festgenommen.
Nach dem Zweiten Weltkrieg war er zunächst Redakteur der Neuen Rheinischen Zeitung und der Rheinischen Post. Er wurde 1946 Chefredakteur der Rhein-Ruhr-Zeitung in Essen, deren Lizenzträger die Zentrumspolitiker Wilhelm Hamacher, Carl Spiecker und Heinrich Steffensmeier waren. Nach dem Wechsel von Muckermann, Spiecker und Steffensmeier zur CDU erschien die Rhein-Ruhr-Zeitung als Essener Ausgabe der CDU-nahen Rheinischen Post. Muckermann selbst wurde 1949 Chefredakteur des Essener Tageblattes.
1961 wurde Muckermann mit dem Großkreuz des Bundesverdienstkreuzes ausgezeichnet und zum Komturritter des Gregoriusordens ernannt. Er war seit 1924 Mitglied der katholischen Studentenverbindung A.V. Arminia Münster.

## Partei
Bereits seit 1922 war Muckermann Mitglied des Zentrums, an dessen Wiedergründung er sich 1945 beteiligte. Muckermann gehörte dort zu den sog. „Gesinnungsfreunden“ um Carl Spiecker, die sich um eine Fusion mit der CDU bemühten. Nach dem Scheitern auf dem Sonderparteitag am 31. Januar 1949 in Oberhausen wurden sie aus der Partei ausgeschlossen und traten im April 1949 in die CDU ein.

## Abgeordneter
Muckermann war von 1946 bis 1950 Mitglied des Kreistages im Kreis Düsseldorf-Mettmann. Bei der ersten Landtagswahl in Nordrhein-Westfalen 1947 errang Muckermann für das Zentrum ein Mandat, das er auch nach seinem Wechsel zur CDU bis zum Ende der Legislaturperiode am 17. Juni 1950 weiter wahrnahm. Für die Christdemokraten zog er bei den ersten Bundestagswahlen 1949 in den Deutschen Bundestag ein und gehörte dem Parlament bis 1961 an. Er wurde stets im Wahlkreis Neuss – Grevenbroich direkt gewählt. Von 1953 bis 1961 war er Vorsitzender des Büchereibeirates des Bundestagsvorstandes.

## Veröffentlichungen
- Film und Volk, 1925
- Politik der Mitte, 1947
- Die letzte Phase, 1952